# Autostrada A570 (Franța)
Autostrada A570 este o scurtă autostradă franceză, ramură a autostrăzii A57, care o leagă de orașul Hyères. Având o lungime de 7 kilometri, traversează acest oraș, La Garde, precum și câmpia Crau și orașul omonim. Este, în mare parte, plată, cu excepția porțiunii de la autostrada A57 și a interschimbului nr. 7, în direcția Hyères. Autostrada este gratuită, neconcesionată și administrată de DIR Méditerranée.

## Istoric
Declarație de utilitate publică:
- 09.08.1967: Ansamblul autostrăzii (A57 - RN98)[1][2]

Dare în exploatare:
- 15 06 1987: Secțiunea La Garde - La Garde (A57 - ieșire 6)
- 1989: Secțiunea La Garde - La Moutonne (ieșire 6 - final provizoriu)
- 11 1990: Secțiunea La Moutonne - Hyères (final provizoriu - RN98)
- 1991: Difuzorul La Recense (ieșire 8, partea Sud)

## Traseu
| De la A57 până la intrarea în Hyères; secțiune gratuită, neconcesionată, administrată de DIR Méditerranée. |                                                                                                   |      |
| A57 |                                                                                                   |      |
| Intersecție                                                                                                | Nod rutier între A57 și A570: Toulon, La Valette-du-Var; Nisa, Fréjus, Saint-Raphaël, Draguignan. | A57  |
| A570 |                                                                                                   |      |
| 6 - La Garde                                                                                               | Orașe deservite: La Garde, Z.I. Toulon Est.                                                       |      |
| | Zonă de servicii: Saint-Augustin (sens Hyères-Toulon).                                            |      |
| 7 - La Crau                                                                                                | Orașe deservite: Carqueiranne, Le Pradet, La Crau, Hyères-La Bayorre.                             |      |
| 8 - La Recense                                                                                             | Cartiere deservite: Hyères-Centre hospitalier, La Bayorre, centre commercial.                     |      |
| A570 |                                                                                                   |      |
| RN98 |                                                                                                   |      |
| | Zonă de odihnă (sens Toulon-Hyères).                                                              |      |
| RN98 |                                                                                                   |      |
| RD98 | Hyères.                                                                                           | RD98 |